# フェーレンベルク (小惑星)
フェーレンベルク（英語：3030 Vehrenberg）は、小惑星帯に位置する小惑星である。アメリカ合衆国の天文学者シェルテ・バスがオーストラリアのサイディング・スプリング天文台で発見した。
ドイツのアマチュア天文写真家で、全天写真星図、Falkauer AtlasとAtlas Stellarum（『フェーレンベルク星図』）を完成させたハンス・フェーレンベルク（Hans Vehrenberg、1910年 - 1991年）に因んで命名された。